# Durs à mourir
Pour plus de détails, voir Fiche technique et Distribution.
Durs à mourir (Duri a morire) est un film d'aventure italien sorti en 1979, réalisé par Joe D'Amato. Le film a été tourné à Saint-Domingue, mais est situé dans un pays africain, au cours d'une guerre civile.

## Synopsis
Martin arrive dans un pays africain et s'engage comme mercenaire, mais c'est pour retrouver quelqu'un sur lequel il y a une récompense d'un million de dollars, mort ou vif. Dans son équipe, d'autres mercenaires viennent à découvrir la raison de sa présence, et cherchent à l'éliminer pour gagner la prime.

## Fiche technique
- Titre français : Durs à mourir
- Titre original italien : Duri a morire
- Réalisation : Joe D'Amato
- Scénario : Sergio Donati, Giuseppe Zaccariello (sous le pseudo de Joseph Mc Lee)
- Genre : film d'aventure, film dramatique
- Musique : Stelvio Cipriani
- Production : Giuseppe Zaccariello pour Nucleo Internazionale produzioni cinematografiche
- Photographie: Joe D'Amato (sous son vrai nom, Aristide Massaccesi)
- Montage : Francesco Malvestito
- Durée : 90 min
- Décors et costumes : Bartolomeo Scavia
- Maquillage : Pietro Tenoglio
- Pays de production :  Italie
- Langue originale : italien
- Dates de sortie : 
  - Italie : 1979
  - France : Inédit à Paris. Distribué en province (Sud-Est) dans les année 80[1].

## Distribution
- Luc Merenda : Martin
- Donal O'Brien : major Hagerty
- Percy Hogan : Wabu
- Alessandro Haber : Papadinos
- Lorenza Rodriguez Lopez : fille avec Papadinos
- Lorenzo Fineschi (sous le pseudo de Laurence Stark) : Mike Liberati
- Piero Vida (it) : Leon
- Wolfango Soldati : Polonais
- Isarco Ravaioli : Duchamp
- Bill Vanders (it) (non crédité) : banquier suisse